# 正義と尊厳ある平和のための運動
正義と尊厳ある平和のための運動（Movimiento por la Paz con Justicia y Dignidad）とは、メキシコ麻薬戦争に対しての解決の方法を模索する中で生まれたメキシコ市民によるデモ運動である。詩人ハビエル・シシリア (Javier Sicilia) （彼は息子フアン・フランシスコの命をマフィアの手によって奪われた被害者の一人である）は、2011年4月26日メキシコ市民に呼びかけて、マフィアと政府の闘争が生み出す暴力に対してデモを行った。
このデモは「正義と尊厳と平和のための行進」としてスタートし、2011年5月5日にモレロス州クエルナバカ市を出発し、同年5月8日メキシコシティのソカロ（憲法広場）に到着した。このデモの目的はメキシコ社会が暴力によって被った損害を表明することであった。この運動はいくつもの人権団体や国中の独立した市民たちから支持を得た。
行進が終わった時、国内の治安の悪さに対する国民的合意の設立を宣言し、『慰めの行進』と呼ばれた新たな運動の結果、同年6月10日に、チワワ州のシウダー・フアレスにて署名された。この運動はマフィアに対してメキシコ政府が行っている対策の見直しと、オープンな対話の実現を要求した。
フェリペ・カルデロン大統領はこの訴えを受け入れ、2011年6月23日には、チャプルテペク城にて平和についての対談が行われた。2011年3月28日、モレロス州の検察庁は7人の遺体の存在を確認した。その中には、詩人でジャーナリストでもあるハビエル・シシリアの息子、フアン・フランシスコ・シシリア＝オルテガの遺体も確認された。4月2日、ハビエル・シシリアは詩からの引退を宣言し、同月26日、国民間での行進を呼びかけ、メキシコにはびこる暴力の中断を要求した。同年5月5日には、彼を支持するグループは彼の呼びかけに応じて長距離の行進を始めた。彼らはメキシコ市をめざし、クエルナバカ市のパロマ噴水を出発した。象徴的な儀式として噴水から出る水は赤く染められた。行進を始めるにわたって、シシリアはこのデモが政府を打倒するためのものではなく、殺害、誘拐、拉致の被害者たちへの正義を要求するものであり、また反麻薬組織への対策の見直しと今まで暴力の被害者になった、すべての人々に正当な司法の遂行がなされることを要求するためのものであると力説した。

## 正義と尊厳と平和のための行進
行進は5月5日(モレロス州のHuitzilac地区Coajomulcoで一夜を過ごし、翌日には、メキシコ市を目指して行進を続けた。次の目的地は、メキシコ市のトラルパン区のTopilejoであり、シシリアはそこで暴力に対する不同意を表明する手段として、沈黙の重要さを強調した。5月7日に行進はメキシコ国立自治大学に到着し、そこで一泊した。メキシコ内外で、行進を支持するデモやイベントが行われた（サカテカス、アカプルコ、モレリア、シウダー・フアレス、サン・クリストバル・デ・ラス・カサス等）。サン・クリストバル・デ・ラス・カサスでは、サパティスタ民族解放軍(EZLN)のマルコス副司令官も暴力の中断に賛成し、声明文を発した。